# Clarisia ilicifolia
Clarisia ilicifolia är en mullbärsväxtart som först beskrevs av Spreng., och fick sitt nu gällande namn av Joseph Lanjouw och Rossb.. Clarisia ilicifolia ingår i släktet Clarisia och familjen mullbärsväxter. Inga underarter finns listade i Catalogue of Life.